# Thüringer Dreistädtebund
Der Thüringer Dreistädtebund war ein mittelalterlicher Städtebund zwischen den mächtigsten drei Städten in der Region Thüringen, nämlich den beiden freien Reichsstädten Nordhausen und Mühlhausen sowie der heutigen Landeshauptstadt Erfurt, die damals formal zum Erzbistum Mainz gehörte, aber bedingt durch ihren wirtschaftlichen Reichtum und Einfluss ähnliche Privilegien wie eine freie Reichsstadt genoss. 
Der Bund wurde 1304/06 gegründet, 1309 erneuert und bestand bis 1481. Ziel der Bundespartner war die Wahrung ihrer Eigenständigkeit gegenüber den wettinischen Landen (Sachsen), aber auch gegenüber dem Erzbischof von Mainz. Auch wirtschaftliche Interessen wurden gemeinsam vertreten. Alle drei Städte waren zugleich Mitglieder der Hanse.